# Brasiliens Grand Prix 1975
Brasiliens Grand Prix 1975 var det andra av 14 lopp ingående i formel 1-VM 1975.  

## Resultat
1. Carlos Pace, Brabham-Ford, 9 poäng
2. Emerson Fittipaldi, McLaren-Ford, 6
3. Jochen Mass, McLaren-Ford, 4
4. Clay Regazzoni, Ferrari, 3
5. Niki Lauda, Ferrari, 2
6. James Hunt, Hesketh-Ford, 1
7. Mario Andretti, Parnelli-Ford
8. Carlos Reutemann, Brabham-Ford
9. Jacky Ickx, Lotus-Ford
10. John Watson, Surtees-Ford
11. Jacques Laffite, Williams-Ford
12. Graham Hill, Hill (Lola-Ford)
13. Wilson Fittipaldi, Fittipaldi-Ford
14. Rolf Stommelen, Hill (Lola-Ford)
15. Ronnie Peterson, Lotus-Ford

### Förare som bröt loppet
- Jean-Pierre Jarier, Shadow-Ford (varv 32, bränslesystem)
- Patrick Depailler, Tyrrell-Ford (31, upphängning)
- Tom Pryce, Shadow-Ford (31 Accident
- Arturo Merzario, Williams-Ford (24, bränslesystem)
- Mark Donohue, Penske-Ford (22, hantering)
- Mike Wilds, BRM (22, elsystem)
- Jody Scheckter, Tyrrell-Ford (18, oljeläcka)
- Vittorio Brambilla, March-Ford (1, motor)